# Sindundoyechon (métro de Séoul)
Sindundoyechon (hangeul : 신둔도예촌 ; hanja : 新屯陶藝村) est une station de passage de la ligne Gyeonggang du métro de Séoul. Elle est située au 55 Namjeong-ro, canton Sindun-myeon de la ville Gwangju-si, sur le territoire de la province Gyeonggi-do, au sud-est de Séoul, en Corée du Sud.
Ouverte en 2016, la station est desservie par les rames omnibus qui circulent sur la ligne Gyeonggang.

## Situation sur le réseau

Plan du réseau (2023)

La station, établie en surface, Sindundoyechon est une station de passage de la ligne Gyeonggang du métro de Séoul : elle est située entre la station Gonjiam, en direction du terminus nord Pangyo, et la station Icheon en direction du terminus sud-est Yeoju.

## Histoire
La station Sindundoyechon est mise en service le 24 septembre 2016, lors de l'ouverture à l'exploitation de la ligne Gyeonggang,.

## Services aux voyageurs

### Accès et accueil
Accessible au 55 Namjeong-ro, canton Sindun-myeon, elle dispose de deux accès numérotés 1 et 2. Elle est organisée avec deux quais latéraux encadrant les deux voies de la ligne. Comme les autres stations elle est équipée d'une billetterie par automates pour les titres de transports.

Installations
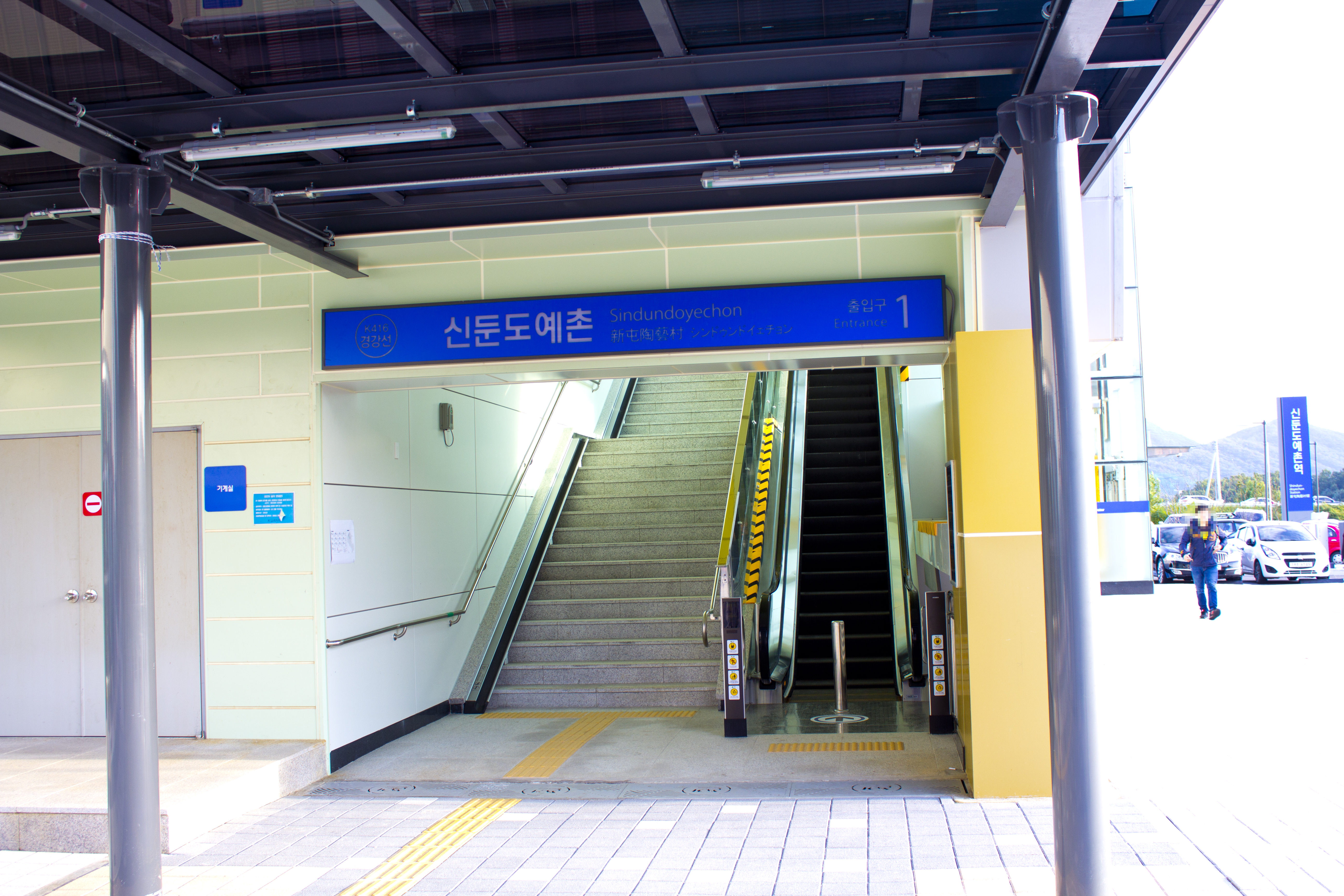
En 2016.
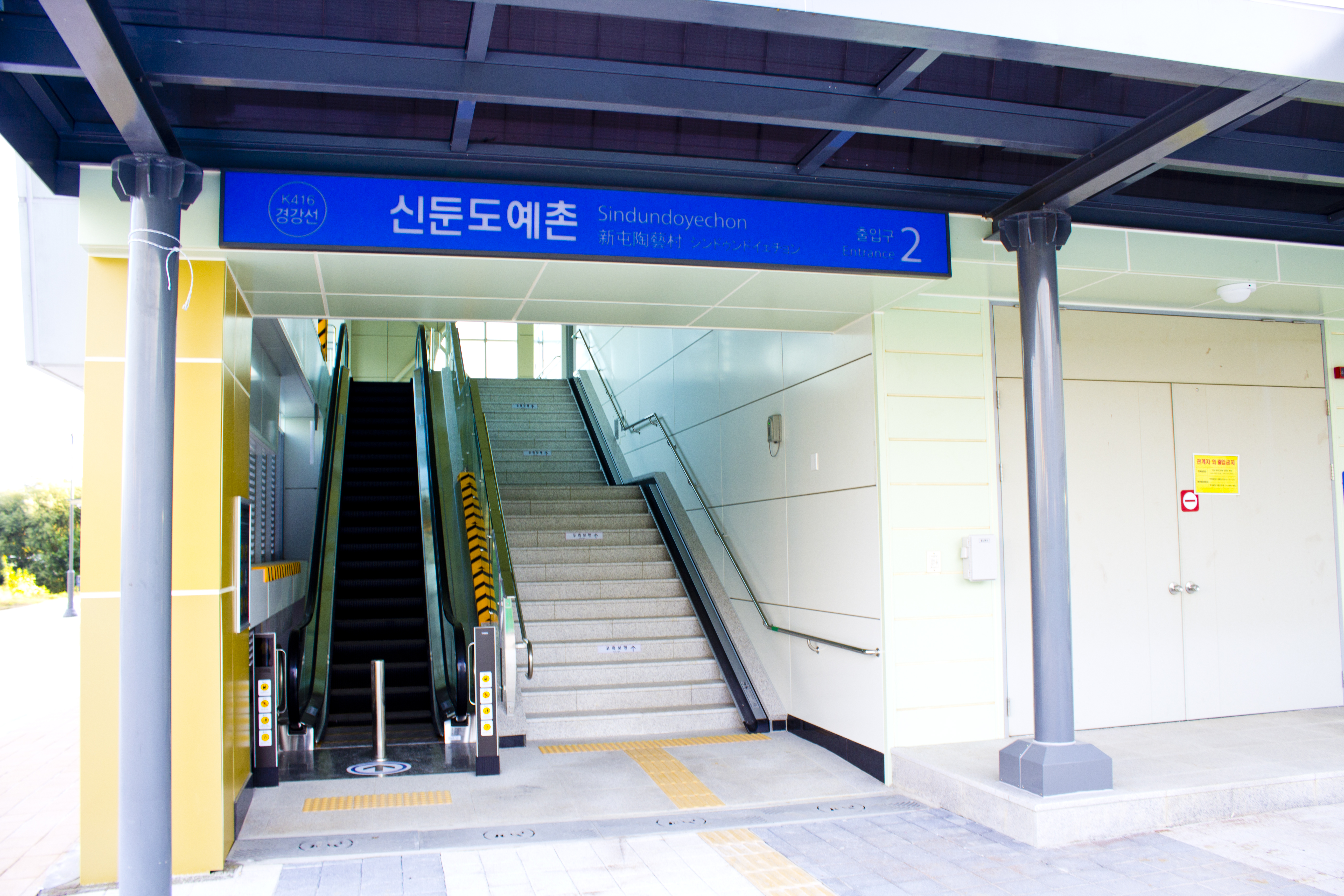
En 2016.
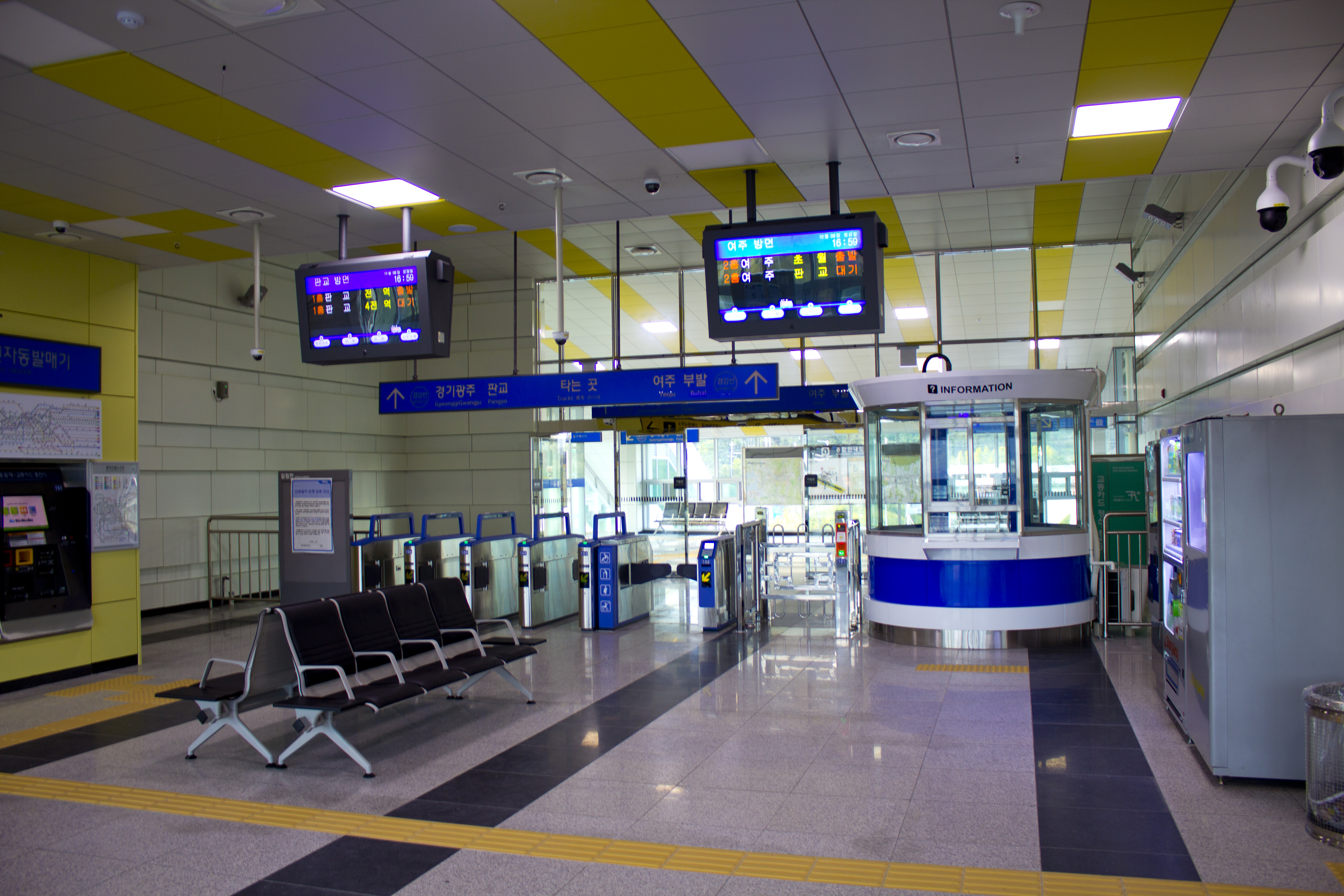
En 2016.

### Desserte
Sindundoyechon est desservie par les rames omnibus qui circulent sur la ligne. Les quais sont équipés de portes palières.

### Intermodalité
Des arrêts de bus sont situés à proximité.